# إدوارد إس. لاسي
إدوارد إس. لاسي (بالإنجليزية: Edward S. Lacey)‏ هو سياسي أمريكي، ولد في 26 نوفمبر 1835، وتوفي في 2 أكتوبر 1916 في الولايات المتحدة. حزبياً، نشط في الحزب الجمهوري. وقد انتخب عضو مجلس النواب الأمريكي.